# Сербон (Сорія)
Сербон (ісп. Cerbón) — муніципалітет в Іспанії, у складі автономної спільноти Кастилія-і-Леон, у провінції Сорія. Населення — 36 осіб (2010).
Муніципалітет розташований на відстані близько 210 км на північний схід від Мадрида, 30 км на північний схід від Сорії.
На території муніципалітету розташовані такі населені пункти: (дані про населення за 2010 рік)
- Сербон: 34 особи
- Лас-Фуесас: 2 особи

## Демографія
Динаміка населення (INE ):

## Галерея зображень

Розташування муніципалітету Сербон